# Campionati mondiali di canoa/kayak slalom 1985
I XIX Campionati mondiali di canoa/kayak di slalom si sono svolti a Augusta (Germania Ovest).

## Podi

### Uomini
| Evento        | Oro                                                  | Perform. | Argento                              | Perform. | Bronzo                                            | Perform. |
| Canoa         |                                                      |          |                                      |          |                                                   |          |
| C-1           | Stati Uniti David Hearn                              |          | Stati Uniti Jon Lugbill              |          | Regno Unito Martyn Hedges                         |          |
| C-1 a squadre | Stati Uniti                                          |          | Germania Ovest                       |          | Polonia                                           |          |
| C-2           | Germania Ovest Thomas Klein-Implmann Stephan Küppers |          | Francia Pierre Calori Jacques Calori |          | Germania Ovest Günther Wolkenaer Fredi Zimmermann |          |
| C-2 a squadre | Cecoslovacchia                                       |          | Francia                              |          | Stati Uniti                                       |          |
| Kayak         |                                                      |          |                                      |          |                                                   |          |
| K-1           | Regno Unito Richard Fox                              |          | Germania Ovest Peter Micheler        |          | Cecoslovacchia Lubos Hilgert                      |          |
| K-1 a squadre | Germania Ovest                                       |          | Francia                              |          | Jugoslavia                                        |          |

### Donne
| Evento        | Oro                                | Perform. | Argento                                | Perform. | Bronzo                 | Perform. |
| Kayak         |                                    |          |                                        |          |                        |          |
| K-1           | Germania Ovest Nagrit Messelhäuser |          | Francia Marie-Françoise Grange-Prigent |          | Regno Unito Gail Allen |          |
| K-1 a squadre | Francia                            |          | Germania Ovest                         |          | Regno Unito            |          |

## Medagliere
| Posizione | Paese          | Oro | Argento | Bronzo | Totale |
| --------- | -------------- | --- | ------- | ------ | ------ |
| 1         | Germania Ovest | 3   | 3       | 1      | 7      |
| 2         | Stati Uniti    | 2   | 1       | 1      | 4      |
| 3         | Francia        | 1   | 4       | 0      | 5      |
| 4         | Regno Unito    | 1   | 0       | 3      | 4      |
| 5         | Cecoslovacchia | 1   | 0       | 1      | 2      |
| 6         | Polonia        | 0   | 0       | 1      | 1      |
| 6         | Jugoslavia     | 0   | 0       | 1      | 1      |
| Totale    | Totale         | 8   | 8       | 8      | 24     |